# 8401-es mellékút (Magyarország)
A 8401-es számú mellékút egy nagyjából 22 kilométer hosszú, négy számjegyű mellékút Veszprém vármegyében; Ajka térségét kapcsolja össze a várostól északnyugati irányban fekvő kisebb településekkel.

## Nyomvonala
Az Ajkához tartozó Bakonygyepes község központjában ágazik ki a 8-as főútból, annak a 83+250-es kilométerszelvénye közelében, észak felé. Első szakasza a Fő út nevet viseli, és alig 200 méter után kiágazik belőle keletnek a 73 131-es számú mellékút Ajkarendek központja és a 7306-os út felé. Bő 600 méter megtételét követően, a lakott terület északi részén újabb elágazáshoz ér: innen éles iránytörés után nyugat felé folytatódik, a tovább egyenesen északnak tartó út pedig a 84 101-es útszámozással húzódik a szomszédos Magyarpolány központjáig, amely település zsáktelepülésnek számít.
Még az első kilométere előtt elhagyja az utolsó bakonygyepesi házakat, majd nagyjából 2,4 kilométer után átlép Devecser területére. A kisvárost egyébként messze elkerüli, lakott területeket itt nem is érint, 4,2 kilométer után pedig már Noszlop határai közt folytatódik. A község belterületét 8,5 kilométer után éri el, ott a Dózsa György utca nevet veszi fel, így keresztezi a központban a 8402-es utat, amely itt a 8. kilométere táján jár. Itt a két mellékútnak egy észrevétlenül rövid közös szakasza van. A kereszteződéstől az utcanevet a 8402-es viszi tovább, a 8401-es onnét a Kossuth utca nevet viseli, előbbi kelet, utóbbi nyugat felől halad el a község katolikus temploma mellett, majd nem sokkal a tizedik kilométere előtt, nyugat-északnyugati irányban hagyja el a települést.
11,7 kilométer után érkezik az út Doba területére, majd körülbelül egy kilométer után eléri Pápasalamon határszélét, innen egy szakaszon a határvonalat kíséri. 13,1 kilométer után kiágazik belőle észak felé a 84 108-as számú mellékút – ez vezet Pápasalamonra, majd onnan tovább a 8403-as út dákai szakaszáig –, 14,3 kilométer után elhagyja Doba határát és teljesen pápasalamoni területre ér (se Dobán, se Pápasalamonon nem érint lakott területet, előbbivel közúti kapcsolata sincs, utóbbiba csak az előbb említett 84 108-as vezet), 15,8 kilométer után pedig Nagyalásony határai közt folytatódik.
Itt először Ötvöspuszta külterületi településrész mellett halad el,annak déli szélénél, a 16+500-as kilométerszelvénye táján, onnan még jó két kilométert halad ahhoz, hogy elérje Nagyalásony lakott területét. A községben Kossuth Lajos utca a neve, így keresztezi a központban a 8403-as utat, amely itt a 19+300-as kilométerszelvénye táján jár. A 8401-es majdnem pontosan a 20. kilométerénél halad el az utolsó belterületi buszmegálló mellett, fél kilométerrel arrébb pedig már Dabrony területén jár. E község belterületének szélét a 21. kilométere után éri el, ahol előbb a Szabadság utca, majd a Malom utca nevet veszi fel. A falutól nyugatra, már külterületen ér véget, beletorkollva a 8411-es útba, annak a 13+750-es kilométerszelvénye táján.
Teljes hossza, az országos közutak térképes nyilvántartását szolgáló kira.gov.hu adatbázisa szerint 22,458 kilométer.

## Települések az út mentén
- Ajka-Bakonygyepes
- (Devecser)
- Noszlop
- (Doba)
- (Pápasalamon)
- Nagyalásony
- Dabrony